# Ga Nam Ninh
Ga Nam Ninh (chữ Hán giản thể: 南宁站; phồn thể: 南寧站)  là nhà ga xe lửa chính ở trung tâm Nam Ninh, Quảng Tây, Cộng hòa Nhân dân Trung Hoa.

## Bên cạnh
Tổng công ty Đường sắt Trung Quốc
- Đường sắt Hành Dương - Bằng Tường
- Đường sắt Nam Ninh - Côn Minh
- Đường sắt Nam Ninh - Phòng Thành Cảng
- Đường sắt cao tốc Nam Ninh - Côn Minh
- Đường sắt Nam Ninh - Quảng Châu
- Đường sắt Liễu Châu - Nam Ninh

Tàu điện ngầm Nam Ninh
- Tuyến số 1
- Tuyến số 2